# Krunker.io
Krunker.io, ou tout simplement Krunker, est un jeu de tir à la première personne (FPS) multijoueur gratuit, accessible directement via un navigateur. Développé par les programmeurs australiens Sydney de Vries et Vincent de Vries, ainsi que par le programmeur français Mathieu Dos Santos, il a été lancé en 2018.

## Gameplay
Le but du jeu est de marquer des points en tuant les joueurs ennemis ou en accomplissant des tâches dans différents modes de jeu. Il existe plusieurs modes de jeu, dont Free-For-All (FRA) et Team Deathmatch. Vous avez le choix entre 12 cartes,.

## Revues et critiques
Krunker.io a été élu meilleur  jeu .io de 2019 par le site Science Fiction, le qualifiant « de loin la meilleure adaptation de FPS dans le navigateur », louant le jeu pour son « rythme rapide et son haut niveau d'adrénaline ». Dans « 10 Best Browser Based FPS Games in 2020 (No Download) », Tech News Today a désigné Krunker.io comme le meilleur jeu de tir à la première personne par navigateur de 2020.